# Église Saint-Antoine de Liège
L’église Saint-Antoine est une église liégeoise achevée en 1244. Elle faisait partie de l'ancien couvent des Mineurs de Liège. Elle est aujourd'hui désacralisée.

## Historique
Vers 1240, les disciples de saint François d’Assise, déjà présents à Liège depuis la fin du premier quart du XIIIe siècle, s’installent en Hors-Château, à proximité du cœur de la ville, afin d’être en contact avec sa population.
Dédiée à saint Antoine de Padoue, l'église des Cordeliers est achevée en 1244 et affectée depuis le Concordat de 1801 au culte paroissial. Elle reste, dans son gros œuvre de grès houiller, le témoin des débuts prometteurs de l’ordre franciscain à Liège. L’édifice ogival primaire, limitant la partie Sud du couvent, est enrichi d’une façade monumentale baroque au XVIIIe siècle. L’intérieur est décoré dans le même style d’une ornementation de stucs. Cette décoration est parachevée au siècle suivant.

### Dégâts de 1944
Également endommagée lors de l’explosion de la bombe volante du 16 décembre 1944, elle est particulièrement restaurée du côté chœur, retrouvant alors le style primitif simple qu’affectionnent les Franciscains. Retrouvé presque intact dans les décombres, le maître-autel du XIIIe siècle reprend son rôle liturgique tandis que des pierres tombales de diverses époques sont encastrées dans le dallage du chœur et dans les murs des bas-côtés. Un intérieur présentant ainsi une grande diversité de styles, reflet de la richesse de son histoire.
Une stabilisation du bâtiment entre 1961 et 1968, dans le but de lui éviter de verser vers la rue Hors-Château n’empêche toutefois pas l’exercice du culte jusqu’en 1977. 

### Désacralisation de l'église
L’église est alors désacralisée et la paroisse transférée en l’église Sainte-Catherine, En Neuvice.
La Ville de Liège qui en est propriétaire, décide de confier à la Province de Liège la gestion de la totalité de l’ancien ensemble architectural conventuel, comprenant l’église, le couvent et son musée et la maison Chamart. Le bail emphytéotique est signé en décembre 1989.

## Index des artistes
- Jacques Vivroux (1703-1777), sculpteur
  - Statue en bois de Sainte Barbara

## Affectation actuelle
Depuis, totalement restaurée par ses nouveaux gestionnaires, l’église Saint-Antoine abrite de nombreuses manifestations culturelles et sert à des expositions temporaires.